# Temporada de ciclones en la región australiana de 2008-09
La temporada de ciclones en la región australiana de 2008-09 fue una temporada de ciclones tropicales casi promedio. La temporada inició oficialmente el 1 de noviembre de 2008, y finalizó el 30 de abril de 2009.  El plan regional de ciclones tropicales lo define como "año de ciclones tropicales" separándolo de "temporada de ciclones tropicales"; el "año de ciclones tropicales" inició el 1 de julio de 2008 y finalizó el 30 de junio de 2009.  El ámbito de la región de Australia es limitada a todas las zonas al sur del Ecuador, al este de los meridianos 90°E y al oeste del 160°E. Esta área incluye Australia, Papúa Nueva Guinea, el oeste de las Islas Salomón, Timor Oriental y el sur de Indonesia.
Los ciclones tropicales en esta zona son monitoreadas por cinco centros meteorológicos y son el Centro de Alerta de Ciclones Tropicales (TCWCs): laOficina de Meteorología Australiana en Perth, Darwin y Brisbane; TCWC Jakarta en Indonesia; y TCWC Port Moresby en Papúa Nueva Guinea. El Centro Conjunto de Advertencia de Tifones da avisos no oficiales a la región, designando a las depresiones tropicales, con el sufijo "S" cuando se forman al oeste del meridiano 135°E, y con el sufijo "P" cuando se forman al este del meridiano 135°E.

## Pronósticos

### Oficina de Meteorología Australiana
En octubre de 2008, antes de la temporada que comienza el 1 de noviembre, los centros de alerta de ciclones tropicales en Perth, Darwin y Brisbane emitieron una perspectiva estacional para su área de responsabilidad, que instó a las personas a prepararse para posibles ciclones tropicales. Dentro de cada perspectiva, se tomaron en cuenta factores tales como los altos valores del Índice de Oscilación del Sur, temperaturas cercanas a la media de la superficie del mar y las condiciones neutras de El Niño-Oscilación del Sur. TCWC Perth predijo dentro de su pronóstico estacional que la subregión Noroeste entre 105°E y 130°E vería un comienzo temprano de la temporada. También predijeron que ocurrirían entre 5 y 7 ciclones tropicales en la región durante la temporada en comparación con un promedio de aproximadamente 5 y que había una probabilidad de que dos ciclones tropicales y un ciclón tropical severo impactaran en Australia occidental. TCWC Darwin predijo que podría haber un comienzo temprano de la temporada dentro del Mar de Timor y un número ligeramente superior al promedio de ciclones tropicales alrededor del norte de Australia. También notaron que había una posibilidad uniforme de tener un ciclón tropical severo en la región durante la temporada. Según su perspectiva, TCWC Brisbane predijo que habría una gran cantidad de actividad dentro del Monzón australiano, y que las posibilidades de que se repitan las inundaciones generalizadas no eran grandes debido a que no estaban bien establecidas en La Niña.

### Otros
Durante septiembre de 2008, el Instituto Nacional de Investigación Atmosférica y del Agua de Nueva Zelanda (NIWA) y sus socios emitieron una perspectiva de ciclones tropicales para la región del Pacífico Sur entre 135°E y 120°W. El pronóstico pronosticaba que la región vería una cantidad cercana al promedio o ligeramente superior al promedio de ciclones tropicales con entre 9 y 12 sistemas predichos para desarrollarse o moverse hacia la región. NIWA también predijo que los países al oeste de la línea internacional de cambio de fecha, incluyendo Papúa Nueva Guinea, las Islas Salomón, Vanuatu, Nueva Caledonia y Fiyi, probablemente experimentarían un riesgo promedio o ligeramente superior al normal de un ciclón tropical.
El 26 de septiembre de 2008, el Instituto Nacional de Investigación Atmosférica y del Agua de Nueva Zelanda emitió un pronóstico estacional para todo el Océano Pacífico meridional al este de 150°E. Predijeron que la temporada de ciclones en el Pacífico Sur de 2008-09 vería un riesgo promedio de formación de ciclones, lo que significaba que se formarían 8-10 ciclones tropicales con velocidades de viento mayores a 35 nudos al este de 150°E.

## Tormentas

### Ciclón tropical Anika
Durante el 17 de noviembre de 2008, TCWC Perth y TCWC Jakarta informaron que la baja tropical 2U se había desarrollado dentro del canal del monzón a unos 925 km (575 millas) al noreste de las Islas Cocos. Durante el día siguiente, la baja se desarrolló rápidamente, ya que fue conducida en dirección sureste por un área de vientos persistentes de dirección noroeste. TCWC Perth, TCWC Jakarta y el Centro Conjunto de Advertencia de Tifones (JTWC) informaron a principios del 19 de noviembre que el bajo se había convertido en un débil ciclón tropical con Perth nombrándolo Anika. El 20 de noviembre, Anika alcanzó su intensidad máxima como un ciclón de categoría 2 con vientos de 95 km/h (60 mph) y una presión de 984 hPa.

### Ciclón Billy
El 17 de diciembre, una baja tropical se formó en el Mar de Arafura al noroeste de Darwin en el Territorio del Norte. La baja se trasladó a al Golfo Joseph Bonaparte y fue moviéndose lentamente. En la noche del 18 de diciembre pasO a ser un ciclón de categoría 1 y fue llamado Billy. El 20 de diciembre, Billy tocó tierra como un ciclón categoría 2 aproximadamente a 65 kilómetros al norte de Wyndham. Después, se debilitó a una baja tropical y se trasladó lentamente hacia el suroeste. Después, se alejó de la costa, justo al norte de la Bahía Kuri y de nuevo se formó en un ciclón tropical el 22 de diciembre cuando la tormenta se dirigía al norte-noreste. En la tarde del 24 de diciembre, Billy comenzó a intensificarse y rápidamente alcanzó la categoría 4 en la manana del el 25 de diciembre. Más tarde ese mismo día, Billy se debilitó en un ciclón de categoría 3 y el TCWC de Perth emitió su aviso final de ciclón tropical al alejarse de tierra firme. El 27 de diciembre Billy se debilitó a un ciclón de categoría 1 y 28 de diciembre pasó a ser una baja tropical.
Dos comunidades remotas indígenas, Kalumburu y Oombulgurri fueron aislados por inundaciones en las carreteras y las pistas de aterrizaje privadas.

### Baja tropical 04U
El 22 de diciembre, se formó una baja tropical formado en el suroeste del Golfo de Carpentaria al sureste de Groote Eylandt en el Territorio del Norte. La baja tropical se desplazó hacia el oeste, y se disipó más tarde ese día en el Territorio del Norte sin alcanzar el rango de ciclón tropical.

### Baja tropical 05U
El 23 de diciembre el TCWC de Brisbane señaló que una débil baja tropical se había formado en el Mar de Salomón, a unos 1330 km/s, al noreste de Cairns. En los siguientes días, la baja se desplazó hacia el suroeste en el Mar del Coral.

### Ciclón Charlotte
El 8 de enero, la TCWC de Darwin identificó una baja tropical en el sur del Golfo de Carpentaria. Al día siguiente la TCWC de Brisbane comenzó a emitir avisos sobre la baja tropical ciclónica para las comunidades costeras entre Aurukun en la frontera entre la Península del Cabo York y el Territorio del Norte/Queensland. El 11 de enero, la baja tropical ciclónica se desarrolló en Charlotte, y el 12 de enero a las 4:00 a. m. (AEST), cruzó la costa cerca de la desembocadura del río Gilbert con ráfagas de viento de hasta 70 mph (120 km/h).
las fuertes lluvias, que se estimaron en más de 150 mm (5,9'), de la tormenta tropical Charlotte inundado al menos 100 casas en zonas bajas del Cabo York incluyendo Babinda, el Monte Sophia y en Normanton. Las lluvias también causaron deslizamientos de lodo que. La carretera principal a Karumba también fue cortada por las inundaciones. Los daños de la tormenta se estiman en 15 millones de dólares (USD).

### Baja tropical 07U
El 21 de enero, el Centro Conjunto de Advertencia de Tifones informó de que una perturbación tropical se había formado al norte de la islas Cocos. También informó de que el débil centro del nivel de circulación había desorganizado la convección y estaba situado en una zona superior de vientos, por lo que no había las condiciones favorables para que se formara en un ciclón tropical. En los siguientes días, la perturbación se desplazó hacia el este y fue designada como baja tropical 07U. El siguiente día la baja tropical se disipó.

### Ciclón Dominic
El 22 de enero de la TCWC de Perth señaló que se había formado la baja tropical 08U, al norte de Broome en el Norte de Australia occidental. La JTWC luego actualizó el sistema declarando que había "buenas" posibilidades en convertirse en un ciclón tropical. El 25 de enero a las 11:15 a. m. (AWDT), la TCWC de emitió un Aviso de Ciclones Tropicales para las zonas costeras de Wickham en  Exmouth. Más tarde ese día, la JTWC emitió una Alerta de Formación de Ciclones Tropicales ya que se esperaba que se formara un ciclón tropical en las siguientes 48 horas. La TCWC de Perth comenzó a emitir avisos a lo largo de las costas de la Región Occidental de Australia debido al desarrollo de la baja tropical. El 26 de enero, el sistema se convirtió en el ciclón Dominic. Dominic rápidamente pasó a ser un ciclón de categoría 2. En la mañana del 27 de enero, Dominic llegó a tierra poco después de las 7 a. m. (AWDT) cerca de Onslow. Más tarde ese mismo día Dominic se fue debilitando hasta llegar a categoría 1 y luego a una baja tropical. La JTWC dio su último aviso sobre el sistema, mientras continuaba debilitándose tierra adentro.
En los preparativos para la llegada de Dominic un trabajador que desmantelaba una grúa murió debido a que le cayó encima en Port Hedland. Los daños en Onslow fueron menores, sólo con líneas eléctricas dañadas cuando el techo de la biblioteca de la ciudad salió volando.

### Ciclón Ellie
En la noche del 30 de enero, la JTWC notó una baja tropical que se había formado cerca de la costa de Australia cerca del Puerto Douglas. Luego pasó a ser categoría 1 en la escala australiana. Esa noche, la TCWC de Brisbane lo categorizó como un ciclón tropical, asignándole el nombre de Ellie. El 31 de enero, la JTWC empezó a emitir avisos de ciclón tropical 12P (Ellie).

### Baja tropical 10U
El 2 de febrero, el TCWC Perth reportó la formación de una baja tropical en Tropical en el comedero del monzón, que se encuentra en la región Kimberly. El 3 de febrero, a las 03:45 WDT TCWC Perth emitió una aviso de ciclón para la zona entre Kalumburu y Broome, ya que la tormenta se desplazaba al oeste con vientos cada vez más fuertes de 75 kmh por lo que se hicieron advertencias de que la tormenta podría convertirse en un ciclón. El 5 de febrero el sistema se encontraba a 500 kilómetros al noroeste de Port Hedland y se prevé que continúe hacia el oeste en el Océano Índico y fortalecerse en un ciclón, aunque no se espera que afecte la costa occidental de Australia.